# Остволд (Вестерквартір)
Остволд (нід. Oostwold, нід. вимова: [ˈoːst.ʋɔlt]) — село в нідерландській провінції Гронінген. Входить до муніципалітету Вестерквартір.
Його площа становить 4,36км², а населення станом на 2021 рік складало 680 осіб.
Перша згадка про населений пункт датується 1458 роком.

## Галерея

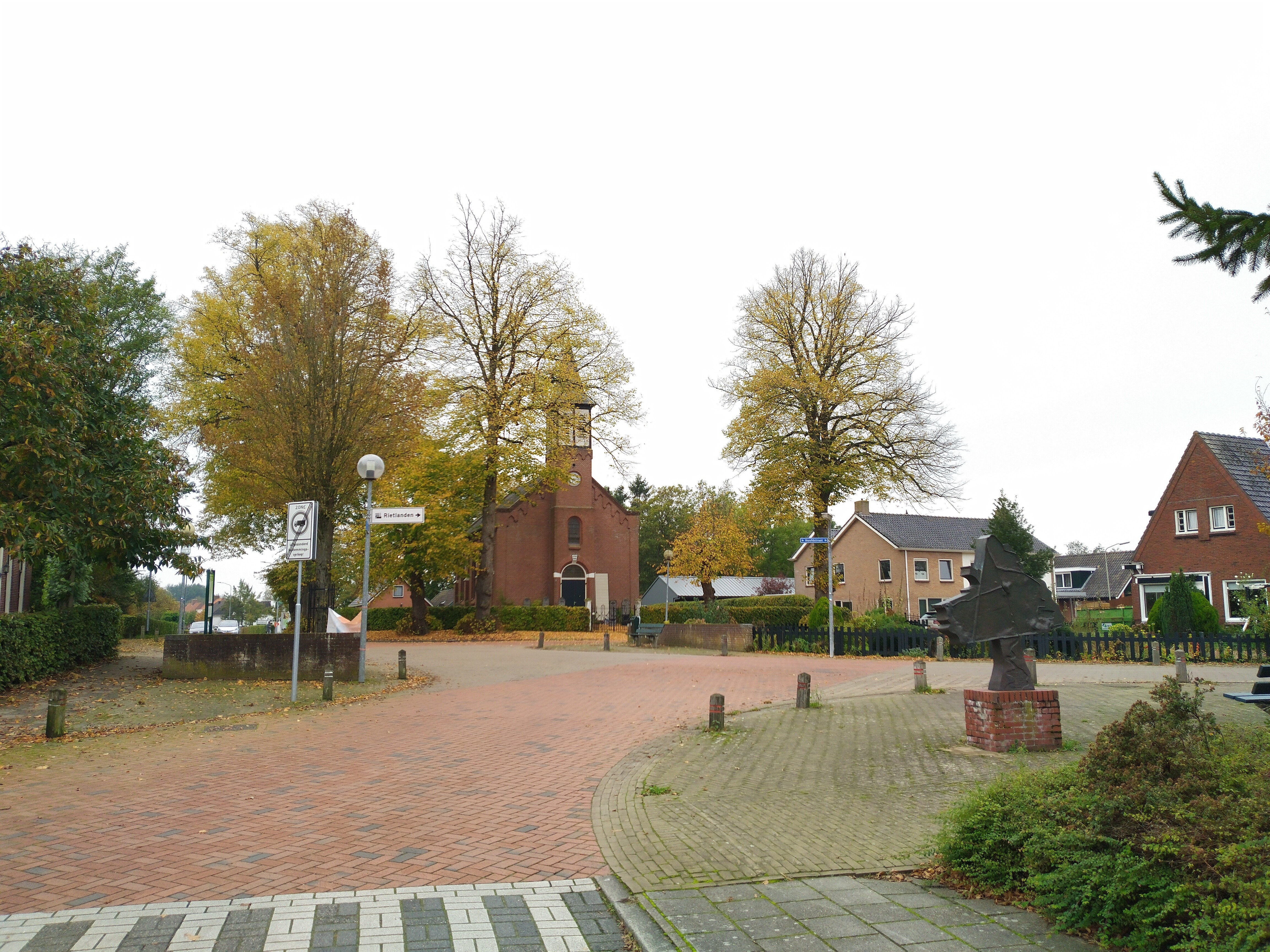
Головна вулиця
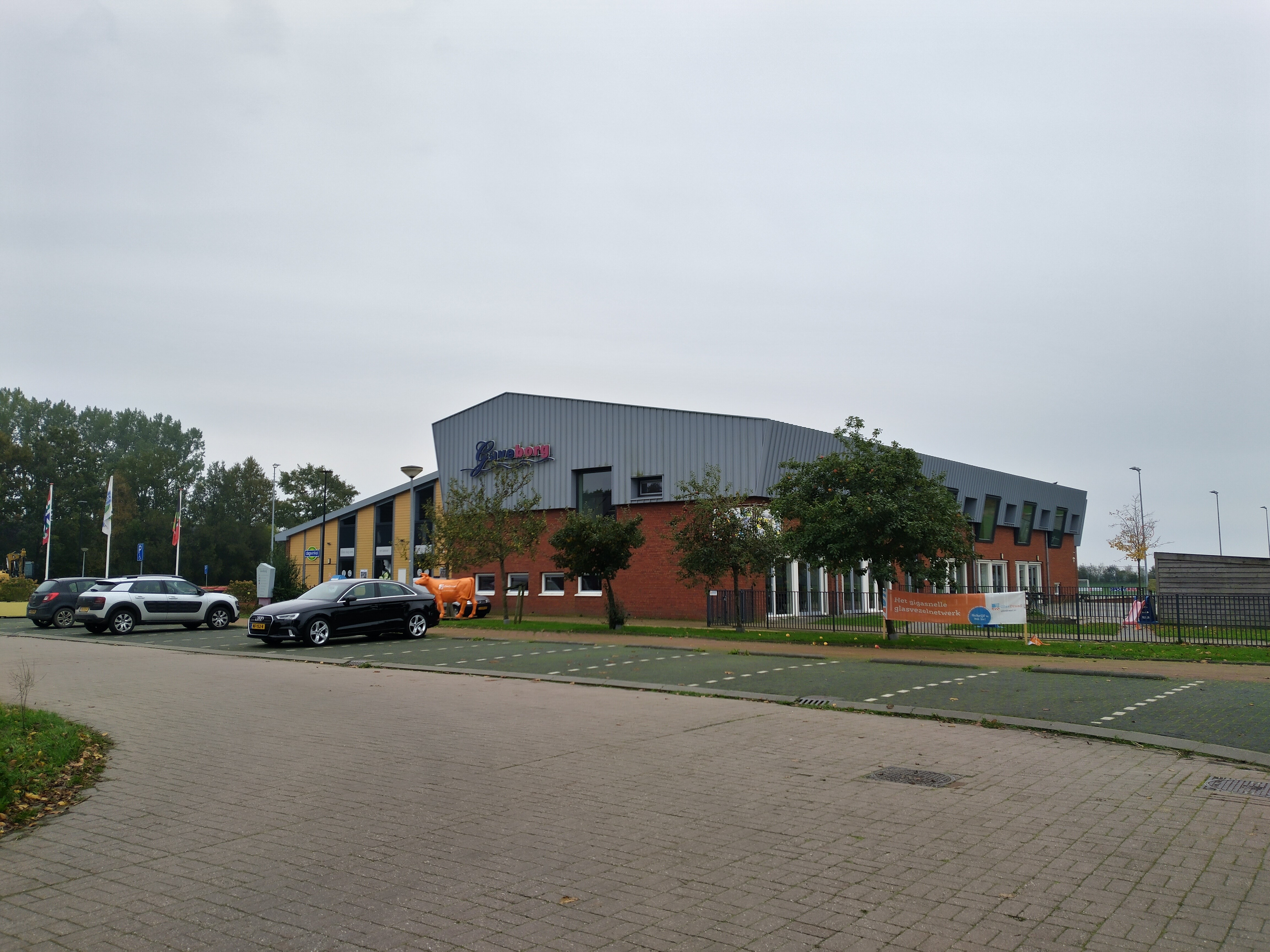
Спортивний центр
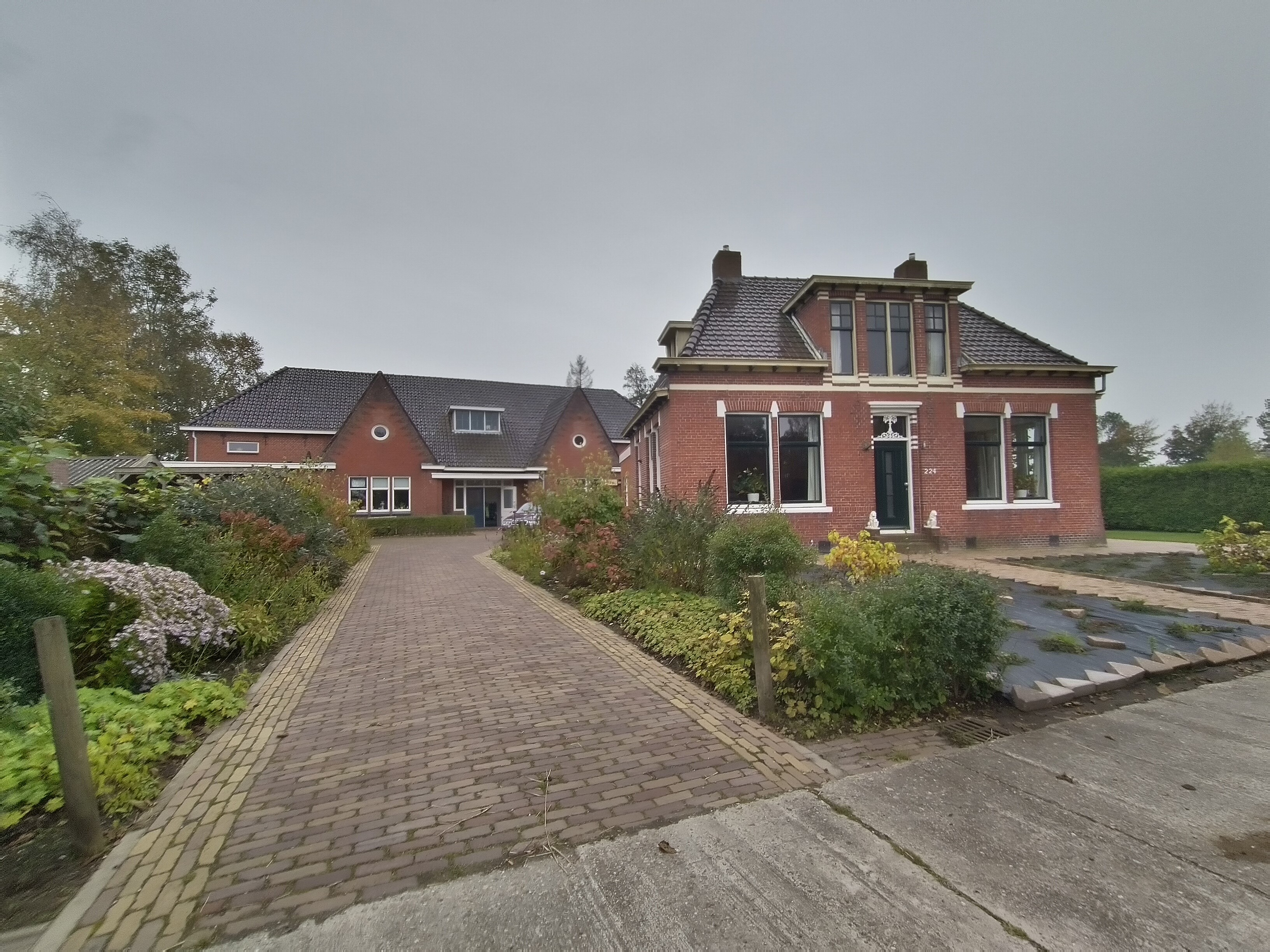
Приміщення колишньої школи